# Бейкер, Вин
Ви́нсент (Вин) Ламо́нт Бе́йкер (англ. Vincent (Vin) Lamont Baker; родился 23 ноября 1971 года в Лейк-Уэйлсе, штат Флорида, США) — американский бывший профессиональный баскетболист, выступавший в Национальной баскетбольной ассоциации. Олимпийский чемпион 2000 года в составе сборной США. Играл на позициях тяжёлого форварда и центрового. Вынужден был завершить карьеру из-за проблем с алкоголем, с которыми не мог самостоятельно справиться.

## Ранние годы и колледж
Вин Бейкер учился в средней школе Олд-Сейдбрука, штат Коннектикут, где обратил на себя внимание многих университетских агентов своими выступлениями в баскетбольной команде. В итоге, приняв стипендию Университета Хартфорда, Вин начал выступать в Национальной ассоциации студенческого спорта (NCAA) уже в 17 лет. После первого года выступлений за «Хартфорд Хокс» Бейкер включается в Сборную новичков NCAA, а после своего второго сезона с показателями 19,7 очка и 10,4 подбора в среднем за матч — в Сборную Северо-Атлантической конференции. Несмотря на один из высших в ассоциации показателей результативности в следующих сезонах (средние 27,6 очков, 9,9 подборов и 3,7 блок-шотов за игру на третьем курсе и 28,3 очка — на четвёртом), при Бэйкере Хокс ни разу не пробивались даже в плей-офф NCAA. Университет Вин окончил с 2238 набранными очками, что до сих пор является рекордом результативности Хартфордского университета и одним из высших достижений среди студентов. Номер, под которым Бейкер играл за «Хартфорд Хокс» (№ 42) выведен из обращения и закреплён за ним.

## Карьера в НБА
После полных четырёх лет обучения в Хартфорде Вин Бейкер выставил свою кандидатуру на драфт НБА 1993 года, на котором был выбран «Милуоки Бакс» под общим восьмым номером. За Бакс баскетболист провёл четыре сезона, во время которых был включён в Сборную новичков НБА и трижды выбирался на Матч всех звёзд НБА. Имея в составе Гленна Робинсона и Рэя Аллена клуб перед сезоном 1996/97 решили обменять Вина Бейкера в «Сиэтл Суперсоникс» на Шона Кемпа с участием трёх сторон в обмене.
В Сиэтле Вин получил выгодный контракт и продолжил показывать стабильно высокие результаты, в результате чего в четвёртый раз подряд был выбран на Матч всех звёзд, «Сиэтл Суперсоникс» пробились во второй раунд плей-офф. Однако после локаута в сезоне 1998/99 Вин набрал лишний вес и его результативность снизилась. Проведя в команде пять сезонов, Бейкер вместе с Шэммондом Уильямсом был обменян в «Бостон Селтикс» на Кенни Андерсона, Виталия Потапенко и Джо Форте.
Тренер «Бостон Селтикс» Джим О’Брайен заметил чрезмерное пристрастие игрока к алкоголю и Бейкеру пришлось признаться в своих проблемах. Вследствие этих событий Вин сменил ещё три клуба («Нью-Йорк Никс», «Хьюстон Рокетс» и «Лос-Анджелес Клипперс»), а в последнем («Миннесота Тимбервулвз») так и не сыграл ни одной игры, после чего завершил профессиональную карьеру.

## Статистика

### Статистика в НБА
| Сезон                                                                                    | Команда  | Регулярный сезон | Регулярный сезон | Регулярный сезон | Регулярный сезон | Регулярный сезон | Регулярный сезон | Регулярный сезон | Регулярный сезон | Регулярный сезон | Регулярный сезон | Регулярный сезон | Серия плей-офф | Серия плей-офф | Серия плей-офф | Серия плей-офф | Серия плей-офф | Серия плей-офф | Серия плей-офф | Серия плей-офф | Серия плей-офф | Серия плей-офф | Серия плей-офф |
| Сезон                                                                                    | Команда  | GP               | GS               | MPG              | FG%              | 3P%              | FT%              | RPG              | APG              | SPG              | BPG              | PPG              | GP             | GS             | MPG            | FG%            | 3P%            | FT%            | RPG            | APG            | SPG            | BPG            | PPG            |
| ---------------------------------------------------------------------------------------- | -------- | ---------------- | ---------------- | ---------------- | ---------------- | ---------------- | ---------------- | ---------------- | ---------------- | ---------------- | ---------------- | ---------------- | -------------- | -------------- | -------------- | -------------- | -------------- | -------------- | -------------- | -------------- | -------------- | -------------- | -------------- |
| 1993/94                                                                                  | Милуоки  | 82               | 63               | 31,2             | 50,1             | 20,0             | 56,9             | 7,6              | 2,0              | 0,7              | 1,4              | 13,5             | Не участвовал  | Не участвовал  | Не участвовал  | Не участвовал  | Не участвовал  | Не участвовал  | Не участвовал  | Не участвовал  | Не участвовал  | Не участвовал  | Не участвовал  |
| 1994/95                                                                                  | Милуоки  | 82               | 82               | 41,0             | 48,3             | 29,2             | 59,3             | 10,3             | 3,6              | 1,0              | 1,4              | 17,7             | Не участвовал  | Не участвовал  | Не участвовал  | Не участвовал  | Не участвовал  | Не участвовал  | Не участвовал  | Не участвовал  | Не участвовал  | Не участвовал  | Не участвовал  |
| 1995/96                                                                                  | Милуоки  | 82               | 82               | 40,5             | 48,9             | 20,8             | 67,0             | 9,9              | 2,6              | 0,8              | 1,1              | 21,1             | Не участвовал  | Не участвовал  | Не участвовал  | Не участвовал  | Не участвовал  | Не участвовал  | Не участвовал  | Не участвовал  | Не участвовал  | Не участвовал  | Не участвовал  |
| 1996/97                                                                                  | Милуоки  | 78               | 78               | 40,5             | 50,5             | 27,8             | 68,7             | 10,3             | 2,7              | 1,0              | 1,4              | 21,0             | Не участвовал  | Не участвовал  | Не участвовал  | Не участвовал  | Не участвовал  | Не участвовал  | Не участвовал  | Не участвовал  | Не участвовал  | Не участвовал  | Не участвовал  |
| 1997/98                                                                                  | Сиэтл    | 82               | 82               | 35,9             | 54,2             | 14,3             | 59,1             | 8,0              | 1,9              | 1,1              | 1,0              | 19,2             | 10             | 10             | 37,1           | 53,0           | -              | 42,1           | 9,4            | 1,8            | 1,8            | 1,5            | 15,8           |
| 1998/99                                                                                  | Сиэтл    | 34               | 31               | 34,2             | 45,3             | 0,0              | 45,0             | 6,2              | 1,6              | 0,9              | 1,0              | 13,8             | Не участвовал  | Не участвовал  | Не участвовал  | Не участвовал  | Не участвовал  | Не участвовал  | Не участвовал  | Не участвовал  | Не участвовал  | Не участвовал  | Не участвовал  |
| 1999/00                                                                                  | Сиэтл    | 79               | 75               | 36,1             | 45,5             | 25,0             | 68,2             | 7,7              | 1,9              | 0,6              | 0,8              | 16,6             | 5              | 4              | 35,4           | 40,0           | 0,0            | 58,8           | 7,6            | 2,0            | 1,0            | 0,4            | 14,0           |
| 2000/01                                                                                  | Сиэтл    | 76               | 27               | 28,0             | 42,2             | 6,3              | 72,3             | 5,7              | 1,2              | 0,5              | 1,0              | 12,2             | Не участвовал  | Не участвовал  | Не участвовал  | Не участвовал  | Не участвовал  | Не участвовал  | Не участвовал  | Не участвовал  | Не участвовал  | Не участвовал  | Не участвовал  |
| 2001/02                                                                                  | Сиэтл    | 55               | 41               | 31,1             | 48,5             | 12,5             | 63,3             | 6,4              | 1,3              | 0,4              | 0,7              | 14,1             | 5              | 4              | 28,8           | 50,0           | 100,0          | 77,8           | 5,0            | 0,8            | 0,6            | 1,2            | 13,2           |
| 2002/03                                                                                  | Бостон   | 52               | 9                | 18,1             | 47,8             | 0,0              | 67,3             | 3,8              | 0,6              | 0,4              | 0,6              | 5,2              | Не участвовал  | Не участвовал  | Не участвовал  | Не участвовал  | Не участвовал  | Не участвовал  | Не участвовал  | Не участвовал  | Не участвовал  | Не участвовал  | Не участвовал  |
| 2003/04                                                                                  | Бостон   | 37               | 33               | 27,0             | 50,5             | 0,0              | 73,2             | 5,7              | 1,5              | 0,6              | 0,6              | 11,3             | Не участвовал  | Не участвовал  | Не участвовал  | Не участвовал  | Не участвовал  | Не участвовал  | Не участвовал  | Не участвовал  | Не участвовал  | Не участвовал  | Не участвовал  |
| 2003/04                                                                                  | Нью-Йорк | 17               | 0                | 18,4             | 40,4             | 50,0             | 71,1             | 4,1              | 0,7              | 0,4              | 0,5              | 6,6              | 4              | 0              | 14,3           | 57,1           | -              | 66,7           | 3,0            | 0,3            | 0,8            | 0,5            | 5,5            |
| 2004/05                                                                                  | Нью-Йорк | 24               | 0                | 8,0              | 34,2             | 0,0              | 46,7             | 1,5              | 0,4              | 0,1              | 0,2              | 1,4              | Не участвовал  | Не участвовал  | Не участвовал  | Не участвовал  | Не участвовал  | Не участвовал  | Не участвовал  | Не участвовал  | Не участвовал  | Не участвовал  | Не участвовал  |
| 2004/05                                                                                  | Хьюстон  | 3                | 0                | 4,3              | 0,0              | -                | 100,0            | 0,7              | 0,3              | 0,0              | 0,0              | 0,7              | Не участвовал  | Не участвовал  | Не участвовал  | Не участвовал  | Не участвовал  | Не участвовал  | Не участвовал  | Не участвовал  | Не участвовал  | Не участвовал  | Не участвовал  |
| 2005/06                                                                                  | Клипперс | 8                | 1                | 10,6             | 46,7             | -                | 72,2             | 2,4              | 0,5              | 0,5              | 0,5              | 3,4              | Не участвовал  | Не участвовал  | Не участвовал  | Не участвовал  | Не участвовал  | Не участвовал  | Не участвовал  | Не участвовал  | Не участвовал  | Не участвовал  | Не участвовал  |
|                                                                                          | Всего    | 791              | 604              | 32,5             | 48,5             | 21,5             | 63,8             | 7,4              | 1,9              | 0,7              | 1,0              | 15,0             | 24             | 18             | 31,2           | 49,1           | 50,0           | 53,4           | 7,0            | 1,4            | 1,2            | 1,0            | 13,2           |
| Наведите курсор мыши на аббревиатуры в заголовке таблицы, чтобы прочесть их расшифровку. |          |                  |                  |                  |                  |                  |                  |                  |                  |                  |                  |                  |                |                |                |                |                |                |                |                |                |                |                |